# Meliboeus travancorensis
Meliboeus travancorensis es una especie de escarabajo del género Meliboeus, familia Buprestidae. Fue descrita científicamente por Obenberger en 1924.